# 山鼻郵便局
山鼻郵便局（やまはなゆうびんきょく）は北海道札幌市中央区にある郵便局。民営化前の分類では集配普通郵便局であった。

## 概要
住所：〒064-8799 北海道札幌市中央区南16条西15丁目2-1

## 沿革
- 1973年（昭和48年）2月12日 - 山鼻郵便局として、開局[1]。
- 1975年（昭和50年）3月10日 - 風景入通信日付印の使用を開始。
- 1998年（平成10年）9月1日 - 外国通貨の両替および旅行小切手の売買に関する業務取扱を開始。
- 2000年（平成12年）10月16日 - 札幌市中央区南14条西15丁目2-11から同区南16条西15丁目2-1に移転。
- 2007年（平成19年）10月1日 - 民営化に伴い、併設された郵便事業山鼻支店に一部業務を移管。
- 2012年（平成24年）10月1日 - 日本郵便株式会社の発足に伴い、郵便事業山鼻支店を山鼻郵便局に統合。
- 2017年（平成29年）4月1日 - ゆうゆう窓口の24時間営業を廃止。
- 2022年（令和4年）4月1日 - 日本郵政グループの組織改正により、かんぽ生命保険札幌支店山鼻郵便局かんぽサービス部を設置。

## 取扱内容
- 郵便、印紙、ゆうパック、内容証明
- 貯金、為替、振替、振込、国際送金、国債、投資信託
- 生命保険、バイク自賠責保険、自動車保険、がん保険、引受条件緩和型医療保険
- 地方公共団体事務（札幌市敬老優待乗車証および札幌市家庭用指定袋の交付）
- ゆうちょ銀行ATM
- 札幌市中央区内の一部地域の集配業務：主に円山、宮の森、伏見、山鼻地区（郵便番号064-XXXX地域）
- ゆうゆう窓口

## 周辺
- 札幌市立伏見中学校
- 札幌市立伏見小学校
- 札幌市水道記念館
- 藻岩山
- 国道230号

## アクセス
- 札幌市電 西線16条電停からすぐ
- ジェイ・アール北海道バス（琴似営業所） 西線16条停留所下車
- 駐車場あり：18台